# Hanne Borchsenius
Hanne Borchsenius, född 30 november 1935 i Frederiksberg, död 19 mars 2012, var en dansk skådespelare. Hon var gift med skådespelaren Axel Strøbye.
Borchsenius studerade vid Det Kongelige Teaters elevskole 1957-1960. Hon medverkade i 32 filmer mellan 1956 och 1988.

## Filmografi (urval)
- 1956 - Ung lek
- 1957 - Nattlogi betalt
- 1966 – Huka dej, Fred - dom laddar om!
- 1967 – SS Martha
- 1969 - Den ståndaktige soldaten